# Salamandra (mitología)

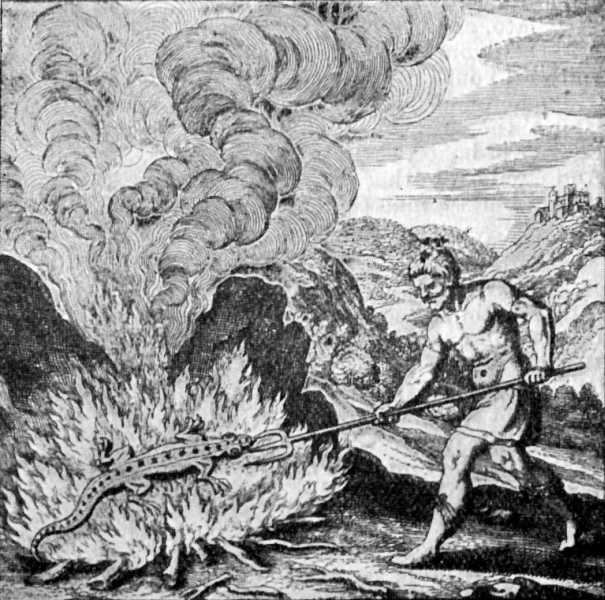
Representación del de una salamandra, de un libro de M. M. Pattison Muir.

La salamandra es un anfibio urodelo común en el continente europeo. Como en el caso de otros animales existentes en la vida real, a lo largo de los siglos se le han atribuido diversas cualidades fantásticas (véanse las descripciones alegóricas que se hacen de los animales en los bestiarios medievales). 
Desde la época de la Ilustración en adelante, se ha llegado a diferenciar al animal real y la criatura legendaria como dos conceptos distintos, especialmente en el mundo del ocultismo. La criatura mitológica suele representarse con un aspecto muy similar al de la salamandra real, pero con una particular afinidad hacia el fuego (a veces, en concreto, al fuego como elemento). 
La salamandra ha sido ampliamente utilizada en el ámbito de la heráldica. En las representaciones más antiguas, la salamandra aparecía como una especie de perro paticorto rodeado de fuego. En las más modernas, tenía el aspecto del anfibio real, pero también envuelto en llamas. 
La salamandra aparece a menudo en la literatura. Por ejemplo, era el símbolo de los bomberos quemadores de libros en la obra de Ray Bradbury Fahrenheit 451. Más recientemente, ha sido utilizada en la literatura fantástica, juegos de rol, videojuegos y dibujos animados, asociándola casi siempre al fuego.

## Antigüedad y Medioevo

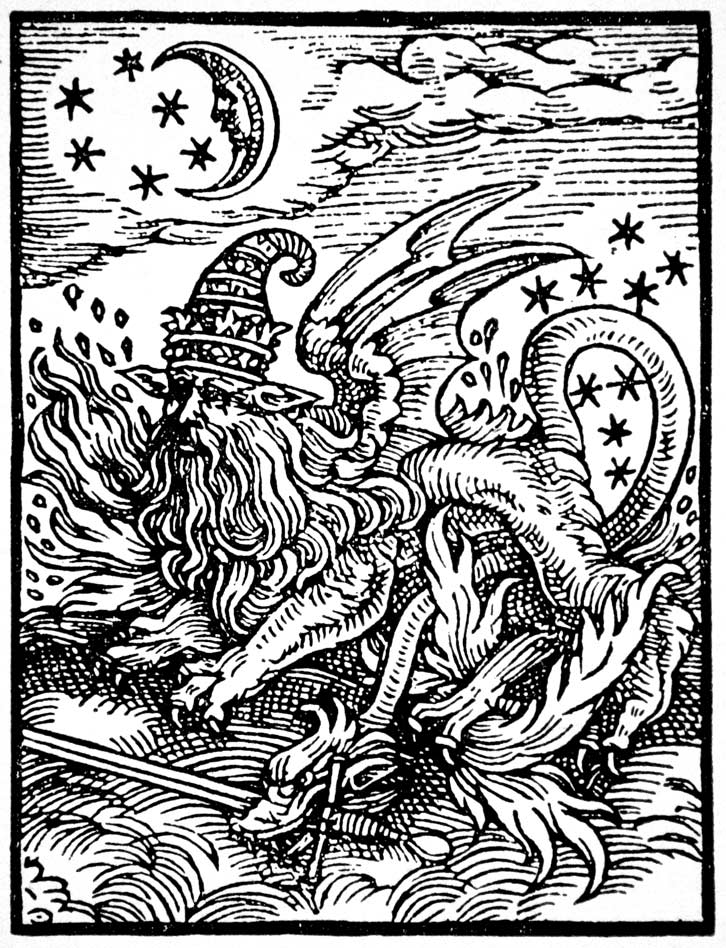
Ilustración representando una salamandra, por Manly Palmer Hall

Las primeras alusiones conocidas acerca de este animal se atribuyen a Aristóteles, quien asociaba a la salamandra con el fuego, y aseguraba que lo apagaba al pasar sobre él. Esta creencia fue refrendada por conocidos tratadistas, como Nicandro de Colofón y Antígono de Caristo —en el ámbito griego—, o Plinio el Viejo en el romano.

Este es tan frio, que tocando el fuego le apaga, de la misma suerte que el hielo. Tocando cualquier parte del cuerpo humano con la ponzoña de este animal, que vomita como leche por la boca, se caen todos los pelos, y el lugar que fue tocado muda el color y se llena de lepra
Plinio el Viejo, Historia Natural

Plinio menciona a otro animal en el Libro XI, el Pyrallis, una especie de reptil alado y cuadrúpedo que vive en el fuego de las forjas de Chipre. Si emerge de las forjas y vuela una corta distancia, cae muerto en vista que solo puede vivir en el fuego. Según Jorge Luis Borges, el simbolismo de este animal olvidado de los bestiarios, bien se habría incluido en los detalles de la salamandra. Al compás de las cada vez más exóticas descripciones que van surgiendo, los bestiarios jugarán un papel decisivo en esta diversificación, además de adjudicarle las más sorprendentes morfologías, representándola con apariencia, ya canina, ya porcina, o incluso con rasgos humanos.
Por su parte Isidoro de Sevilla, no solo se hizo eco de los asertos de aquellos tratadistas, sino que los amplificó, aseverando que una salamandra es capaz "de emponzoñar y secar un árbol frutal, y envenenar los pozos de agua potable".
Algunos escritores, como el obispo alemán Rabano Mauro, a mediados del siglo IX, reproducirán con bastante fidelidad las afirmaciones del obispo hispalense, que serán inspiradoras de las primeras representaciones gráficas del animal.
El propio San Agustín (siglos IV-V) recurrirá también a la salamandra, como símbolo del condenado que sufrirá las llamas eternas del Infierno, sin consumirse.
Pierre de Beauvais y Guillermo de Normandía la conciben con un cuerpo multicolor; en el Bestiario toscano se la llega a identificar con un pájaro, mientras que en un manuscrito del Bestiaire divin, será representada alternativamente como un ave entre llamas y como un perro alado, representaciones influenciadas, mayormente, por las descripciones, probablemente apócrifas, que el llamado Preste Juan hace del animal.

## Poesía
Así como el fénix simboliza la resurrección, la salamandra es mencionada por poetas de antaño para enriquecer sus textos con una dimensión simbólica profunda. Francisco de Quevedo cita a la salamandra en los sonetos del libro cuarto del Parnaso español:

Hago verdad la fénix en la ardiente 
llama, en que renaciendo me renuevo; 
y la virilidad del fuego pruebo, 
y que es padre, y que tiene descendiente. 
La salamandra fría, que desmiente 
noticia docta, a defender me atrevo, 
cuando en incendios, que sediento bebo, 
mi corazón habita y no los siente
Soneto Canta sola a Lisi.

En 1962 Octavio Paz escribió el libro de poesía Salamandra, uno de sus textos más surrealistas, haciendo metáfora entre el animal y la imaginación creativa de los poetas.

## Escudos representando una salamandra

Escudo de Masoteras.
Le Havre: Escudo de la villa.
Escudo de Gennes, Maine-et-Loire.
Escudo de Sarlat-la-Canéda
Vitry-le-François.